# Voice App
Eine Voice App ist eine Software, die Sprachassistenten um zusätzliche Dialoge und Funktionalitäten erweitert. Voice App ist dabei ein Hersteller-unabhängiger Oberbegriff. Beim Sprachassistent Amazon Alexa werden für Voice Apps die Bezeichnung Skill, beim Google Assistant die Bezeichnung Action sowie bei Samsung Bixby die Bezeichnung Capsule verwendet.

## Namen und Aktivierung von Voice Apps
Voice Apps haben einen festen Namen, den s.g. Invocation Name. Dieser Name wird üblicherweise von den Entwicklern einer Voice App selbst gewählt.
Nutzer Aktivieren Voice Apps auf Sprachassistenten mittels einer spezifischen Wortsequenz gefolgt von deren Invoication Name.
| Sprachassistent  | Aktivierungssequenz                         |
| ---------------- | ------------------------------------------- |
| Amazon Alexa     | „Alexa frage (Voice-App-Name) ...“          |
| Google Assistant | „Hey Google, rede mit (Voice-App-Name) ...“ |

Wurde eine Voice App auf diese Weise aktiviert, wird zur Bearbeitung der nachfolgenden Anfrage die Programmierung der betreffenden Voice App aufgerufen, die dann auch die auszugebende Antwort generiert.

## Voice App Store
Ein Voice App Store ist eine Plattform, auf der ein Überblick über die existierenden Voice Apps eines Sprachassistenten geboten und diese dort vertrieben werden. 
Aktuell existierende Voice App Stores:
| Voice App Store    | zugehöriger Sprachassistent | Anzahl Skills US (Jan 19) | Anzahl Skills D             |
| ------------------ | --------------------------- | ------------------------- | --------------------------- |
| Amazon Skill Store | Amazon Alexa                | 56.750                    | 6.675                       |
| Google App-Store   | Google Assistant            | 4.253                     | (unbekannt)                 |
| Bixby Marketplace  | Samsung Bixby               | (unbekannt)               | (App Store nicht verfügbar) |

## Entwicklung von Voice Apps
Für die Entwicklung von Voice Apps stehen vielfältige Technologien zur Verfügung. Für die Entwicklung von Amazon Skills wird dabei sehr oft JavaScript und die Node.js-Bibliothek eingesetzt.

## Einsatz in Unternehmen
Die Einsatzbereiche von Voice Apps sind breit gestreut:
- Als integrativer Bestandteil eines Produkts
- Kundenservices über Sprachassistenten
- Voice Content Marketing (VCM)
- Voice Branding
- Employer Branding und Mitarbeitergewinnung
- Optimierung unternehmensinterner Prozesse